# Calamagrostis viridiflavescens
Calamagrostis viridiflavescens là một loài thực vật có hoa trong họ Hòa thảo. Loài này được (Poir.) Steud. mô tả khoa học đầu tiên năm 1840.